# أشباه العسقوديات
أشباه العسقوديات أو عثث دودة القز الأمريكية (الاسم العلمي: Apatelodidae)، فصيلة عثث من رتبة حرشفيات الأجنحة وفيلق العثث الحريرية وأشباهها.